# ディアスポラ

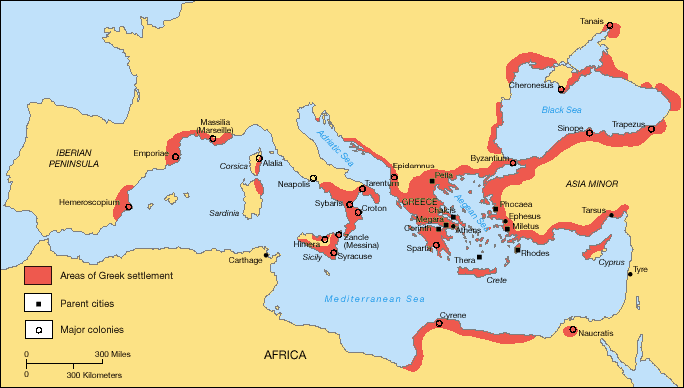
古代ギリシャでのギリシャ人たちのコミュニティー（紀元前800～480年）

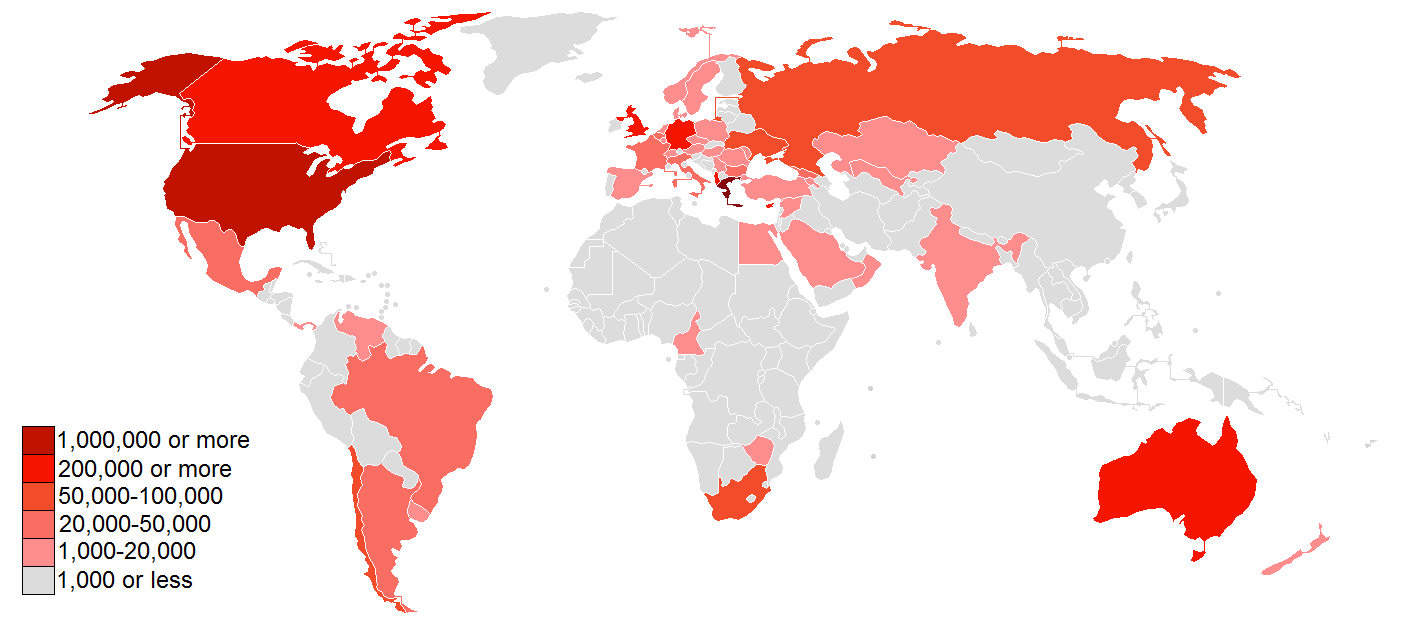
現在、ギリシャ人が多い国を示す。

ディアスポラ（ギリシア語: διασπορά、英語: Diaspora, diaspora、ヘブライ語: גלות）または民族離散は、（植物の種などの）「撒き散らされたもの」という意味のギリシャ語に由来する言葉で、よくパレスチナ以外の地に移り住んだユダヤ人およびそのコミュニティに使われたが、古代から現代にかけてのギリシャ人のディアスポラ、アルメニア人のディアスポラにも使われて、最近では華僑、印僑、クルド人、パレスチナ人、日本人のディアスポラ（日系人）などと広く使われている。

## 概説
ディアスポラは、元の国家や民族の居住地を離れて暮らす国民や民族の集団ないしコミュニティ、またはそのように離散すること自体を指すようになった。難民とディアスポラの違いは、前者が元の居住地に帰還する可能性を含んでいるのに対し、後者は離散先での永住と定着を示唆している点にある。
歴史的な由来から、英単語としては、民族などを指定せず大文字から単に Diaspora と書く場合には特にイスラエル・パレスチナの外で離散して暮らすユダヤ人集団のことを指し、小文字から diaspora と書く場合には他の国民や民族を含めた一般の離散定住集団を意味する時代もあった。
しかし、もともと古代ギリシャのディアスポラに使われたもので、最近ではアルメニア人のディアスポラ、華僑、海外の華人、そして欧米の大都市で居住・労働するインド亜大陸出身の知識人、アメリカ＝メキシコ国境におけるチカーノ（下層移民）の分裂、ブラック・アトランティック（黒い大西洋）といった多様な文化的枠組みを記述するうえでこの術語が用いられるようになっている。

## 古代から現代へのギリシャ人のディアスポラ
古代ギリシャでは、ギリシャ民族がギリシャの国を離れて、地中海沿岸や黒海沿岸に進出して、ギリシャ人コミュニティーを作っていった。
近代においても、19世紀は政治的な理由で、20世紀には経済的な理由で、ギリシャ人の海外進出は続いた。

## ユダヤ人のディアスポラ

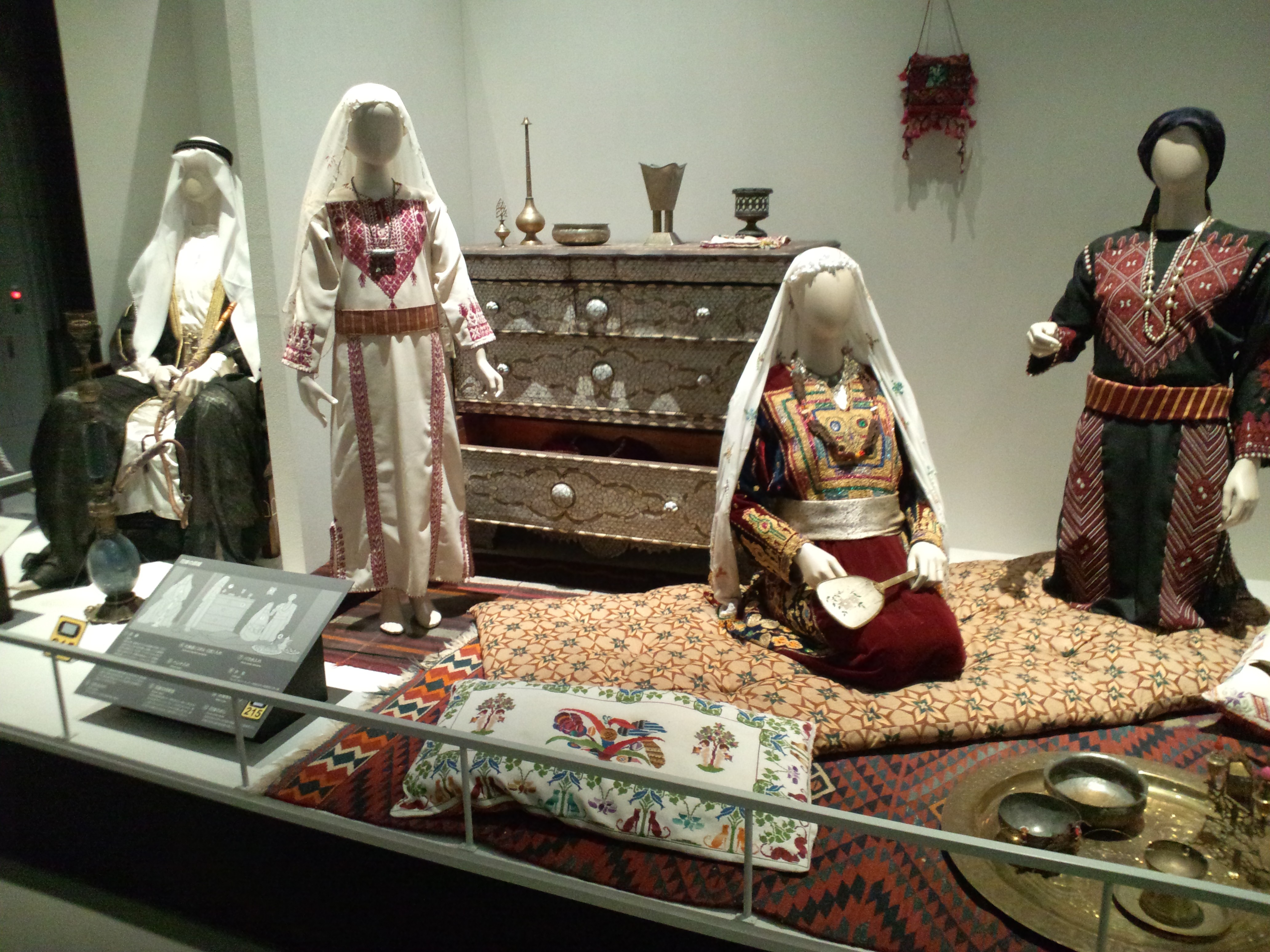
パレスチナ・ディアスポラの花嫁部屋（国立民族学博物館・大阪府吹田市）

### 歴史的経緯
古代地中海世界の諸都市にはユダヤ人共同体が多く存在する。一般的に周辺住民によるイスラエル民族への弾圧によって成立したといわれることが多いが、実際には（特にヘレニズム期に）人間や物資が地中海世界を自由に往来する中で発達した。フェニキアの植民地であったカルタゴは滅亡（紀元前146年）の後、バアル信仰を捨て、ユダヤ教への改宗が進んだ。
古代世界最大のユダヤ人コミュニティはエジプトの大都市アレクサンドリアにあり、ローマ属州時代に存在したものである。ユダヤ人の本国フェニキアでもユダヤ教への改宗は進み、それがキリスト教（正教会）普及への流れを産んだ。
ユダヤ人は多くの都市において自治組織 (qehilla) を持ち、独自の宗教・文化を守って暮らしていた。古代以来、地中海世界でユダヤ人はギリシャ人と商業面で競合することが多く、迫害されることもあった。
また、ローマ帝国においては、兵役に就かず、唯一神以外礼拝しないユダヤ人は特異な存在と見なされることが多かった。離散したユダヤ系の人々は追放されたほか、土地が与えられないといった迫害を受けることがあった。

### キリスト教との関係
初期キリスト教は各都市のディアスポラのシナゴーグを拠点としてローマ帝国内に広まっていった。初期キリスト教徒はユダヤ教の会堂において礼拝を行うことが一般的であり、当時におけるディアスポラの存在意義は大きい。

### 博物館
ユダヤ人のディアスポラの歴史をわかりやすく展示したディアスポラ博物館が、テルアビブ大学の構内に設置されている。

## アルメニア人のディアスポラ
4世紀にいち早くキリスト教を国教として取り入れたアルメニアは大いに繁栄し、その後イスラム教を受け入れた国々に囲まれ圧迫を受けても、11 - 12世紀には南トルコにキリキア・アルメニア王国を建てるなどもした。しかしその後勢いが衰えて、アルメニア人のレバノンなど地中海西部へのディアスポラが行われた。
近・現代には、19世紀末から始まったオスマン・トルコで起きたアルメニア人虐殺、また20世紀にソ連に組み入れられて起きた宗教弾圧などで、西ヨーロッパや南北アメリカやオーストラリアなどへのディアスポラが大規模に行われた。

## アフリカ人のディアスポラ
「アフリカ人のディアスポラ」（African diaspora）という用語は1990年代から言われるようになった。16世紀から19世紀にかけて、西部アフリカ・中部アフリカの多くの黒人たちが大西洋奴隷貿易（Atlantic slave trade）によって、南北アメリカへ渡った。ディアスポラが「頭脳帰還」して、母国の発展に寄与する「チータ―世代」（Cheetah Generation）として歓迎するアフリカの国も出てきている。

## 中国人のディアスポラ
華僑も、近年では世界的に「中国人のディアスポラ」という視点で捉えられている。

## インド人のディアスポラ
インド系の人々の海外移住者を、中国系の華僑になぞらえて、「印僑」（いんきょう）と呼ぶ。南インドのドラヴィダ人は海洋民族であり、古来からインド洋を超えて東南アジアやアフリカにまで渡った。しかし、近・現代のインド人海外移住は三つの波があった。
まず一次は、イギリス支配下の19世紀に、同じイギリス支配下のマレーシア、南アメリカのガイアナ、アフリカ東部のタンガニーカ、ケニア、ウガンダなどへの農業従事者としての移住。二次・三次はおもに20世紀後半で、肉体労働者としての中東諸国への移住、高い学歴を生かしておもに欧米諸国への移住。
インド系住民はイギリスに720万人、アメリカ合衆国に412万人が居住している。インド系住民が勢力を持つ国には、シンガポール（8%）、マレーシア（61%）、ガイアナ（51%）、トリニダード・トバゴ（41%）などがある。

## 日本人のディアスポラ
人数も広がりも中国ほどではないが、日本でも16世紀のアユタヤ日本人町に始まり、明治以降はハワイや北米大陸、中南米諸国に移住した。また第二次世界大戦以降は、経済的困難な時代の移民や、その後の経済進出、または海外在住退職者などで、海外に日本人コミュニティーができた。
こうした現象は、特に1990年代以降「日本人のディアスポラ」（Japanese diaspora）という概念で、世界的にはくくられている。

## 関連文献
- 『希望のディアスポラ　移民・難民をめぐる政治史』（早尾貴紀、春秋社）[11]

## 関連作品
- 『ディアスポリス－異邦警察－』